# Бьюро (округ)
Бью́ро (англ. Bureau) — округ в штате Иллинойс, США. По данным переписи 2010 года численность населения округа составила 34 978 чел., по сравнению с переписью 2000 года оно уменьшилось на 1,5 %. Окружной центр округа Бьюро — город Принстон.

## История
Округ Бьюро сформирован в 1837 году из округа Патнэм. Своё название получил в честь поселенцев Мишель и Пьера Бьюро

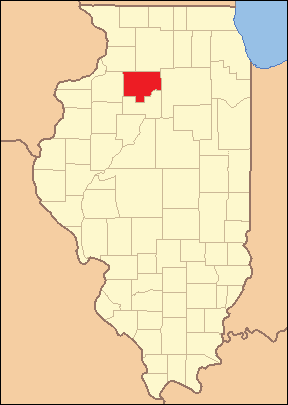
Территория округа с 1837 года и по сей день

## География
Общая площадь округа — 2262,4 км² (873,5 миль²), из которых 2250,8 км² (869,03 миль²) или 99,49 % суши и 11,6 км² (4,47 миль²) или 0,51 % водной поверхности.

### Климат
Округ находится в переходной зоне между влажным климатом континентального типа и влажным субтропическим климатом. Температура варьируется в среднем от минимальных -10 °C в январе до максимальных 29 °C в июле. Рекордно низкая температура была зафиксирована в феврале 1996 года и составила -30 °C, а рекордно высокая температура была зарегистрирована в июне 1988 года и составила 39 °C. Среднемесячное количество осадков — от 38 мм в феврале до 121 мм в августе.

### Соседние округа
Округ Бьюро граничит с округами:
|       | Уайтсайд | Ли      |  |  |
| Генри | север    | Ла-Саль |  |  |
| Генри | Бьюро    | Ла-Саль |  |  |
| Генри | юг       | Ла-Саль |  |  |
| Старк | Маршалл  | Патнам  |  |  |

### Основные автомагистрали
| Автомагистраль                  | Длина      | Начальный пункт           | Конечный пункт           | Год образования |
| ------------------------------- | ---------- | ------------------------- | ------------------------ | --------------- |
| Межштатная автомагистраль I-80  | 4666,36 км | Сан-Франциско, Калифорния | Тинек, Нью-Джерси        | 1956            |
| Межштатная автомагистраль I-180 | 21,23 км   | Хеннепин                  | Принстон                 | 1967            |
| Шоссе US-6                      | 5158 км    | Бишоп, Калифорния         | Провинстаун, Массачусетс | 1926            |
| Шоссе US-34                     | 1806 км    | Гранби, Колорадо          | Чикаго, Иллинойс         | 1926            |
| Трасса Illinois-26              | 224,26 км  | Ист-Пеория                | Оринджвилл               | 1918            |
| Трасса Illinois-29              | 282,21 км  | Пана                      | Спринг-Валли             | 1918            |
| Трасса Illinois-40              | 180,33 км  | Ист-Пеория                | Маунт-Кэррол             | 1918            |
| Трасса Illinois-89              | 89,29 км   | Метамора                  | Ла-Моил                  | 1924            |
| Трасса Illinois-92              | 171,25 км  | Маскатин, Айова           | Ла-Моил, Иллинойс        | 1939            |

## Населённые пункты
| Населённый пункт | Статус  | Год основания | Площадь   | Население (2010) |
| ---------------- | ------- | ------------- | --------- | ---------------- |
| Арлингтон        | деревня |               | 1 км²     | 193 чел.         |
| Буда             | деревня |               | 2,6 км²   | 538 чел.         |
| Бьюро-Джанкшен   | деревня |               | 3,9 км²   | 322 чел.         |
| Далцелл          | деревня |               | 3,4 км²   | 717 чел.         |
| Де-Пю            | деревня |               | 7,8 км²   | 1842 чел.        |
| Довер            | деревня |               | 0,78 км²  | 40 633 чел.      |
| Лэдд             | деревня |               | 3,1 км²   | 1295 чел.        |
| Ла-Моил          | деревня |               | 3,1 км²   | 726 чел.         |
| Малден           | деревня |               | 0,78 км²  | 362 чел.         |
| Манлиус          | деревня |               | 0,78 км²  | 359 чел.         |
| Минерал          | деревня | 1830-е        | 0,78 км²  | 237 чел.         |
| Непонсет         | деревня |               | 2,6 км²   | 473 чел.         |
| Нью-Бедфорд      | деревня | 1836          | 0,52 км²  | 75 чел.          |
| Огайо            | деревня |               | 2,1 км²   | 513 чел.         |
| Принстон         | город   | 1830-е        | 120,7 км² | 7660 чел.        |
| Ситонвилл        | деревня |               | 1,3 км²   | 314 чел.         |
| Спринг-Валли     | город   | 1884          | 10 км²    | 5558 чел.        |
| Тискилва         | деревня | 1834          | 1,3 км²   | 829 чел.         |
| Уайанет          | деревня |               | 2,6 км²   | 991 чел.         |
| Уолнат           | деревня |               | 2,1 км²   | 1416 чел.        |
| Холлоуэвилл      | деревня |               | 0,26 км²  | 84 чел.          |
| Черри            | деревня |               | 0,26 км²  | 482 чел.         |
| Шеффилд          | деревня | 1852          | 2,1 км²   | 926 чел.         |

## Демография
По данным переписи населения 2000 года, численность населения в округе составила 35 503 человека, насчитывалось 14 182 домовладения и 9884 семьи. Средняя плотность населения была 16 чел./км².
Распределение населения по расовому признаку:
- белые — 96,79 %
  - немецкого происхождения — 27,7 %
  - ирландского происхождения — 10,5 %
  - английского происхождения — 10,1 %
  - итальянского происхождения — 10,1 %
  - шведского происхождения — 6,2 %
- афроамериканцы — 0,33 %
- коренные американцы — 0,17 %
- азиаты — 0,51 %
- латиноамериканцы — 4,88 % и др.

Для 95,2 % жителей родным (первым) языком был английский, для 3,4 % жителей — испанский язык.
Из 14 182 семей 30,7 % имели детей в возрасте до 18 лет, проживающих вместе с родителями, 58,1 % семей — супружеские пары, живущие вместе, 8,0 % — матери-одиночки, а 30,3 % не имели семьи. 27 % всех домовладений состояли из отдельных лиц и в 14 % из них проживали одинокие люди в возрасте 65 лет и старше. Средний размер домохозяйства 2,47 человека, а средний размер семьи — 2,99.
Распределение населения по возрасту:
- до 18 лет — 24,7 %
- от 18 до 24 лет — 7,4 %
- от 25 до 44 лет — 26,2 %
- от 45 до 64 лет — 23,8 %
- от 65 лет — 17,7 %

Средний возраст составил 40 года. На каждые 100 женщин приходилось 94,4 мужчин. На каждые 100 женщин возрастом 18 лет и старше приходилось 91,5 мужчин.
Средний доход на домовладение — $ 40 233, а средний доход на семью — $ 48 488. Мужчины имеют средний доход от $ 35 690 против $ 21 315 у женщин. Доход на душу населения в округе — $ 19 542. Около 5,4 % семей и 7,3 % населения находились ниже черты бедности, в том числе 9,9 % из них моложе 18 лет и 6 % в возрасте 65 лет и старше.